# サパーンタークシン駅
サパーンタークシン駅（サパーンタークシンえき、タイ語:สถานีสะพานตากสิน、英語：Saphan Taksin Station）は、タイ王国バンコク都バーンラック区にある、バンコク・スカイトレイン（BTS）シーロム線の駅。駅番号は「S6」。

## 概要
上下線のタークシン橋と並行に、サートンタイ通りとサートンヌア通りに挟まれた高架駅。チャオプラヤーエクスプレスのサートン船着場が真下にあり、チャオプラヤー川観光の拠点になる。なお、船は渋滞がないのでカオサンやヤワラーに行く時に便利である。
駅開業当時はシーロム線の終着駅であり、現状の1面1線のホームでも特に問題はなかったが、2009年5月15日にウォンウィアン・ヤイ駅まで延長され途中駅となったことで、ラッシュ時はホーム上で両方向の乗客で溢れているほか、列車によっては駅の手前で入線待ちを余儀なくされダイヤも乱れるなど、運行上ボトルネックと化してしまった。だが、BTSの線路は上下線のタークシン橋に挟まれており現状のままでは複線化とホーム拡幅が困難であることから、当駅を廃駅とした上で複線化し、チャオプラヤーエクスプレスとのアクセスはスラサック駅からの動く歩道を備えた高架橋を設置して代替とする方針が打ち出されたこともあった。
ただ、このあたりはバンコクでも下町、旧市街地に属する地域で、ジャルンクルン通り（別名「ニューロード」。日本風に訳すと「馬車道」）沿いを中心に名門ホテルや大使館が多く建ち並んでおり、廃駅となるとそれらホテルや大使館へのアクセスも悪化することから反対を受け、廃駅とする案は頓挫した。代わりに、政府はタークシン橋を拡幅しBTSの外側に移動させた上で、BTSの複線化と駅ホームを2面2線化することを発表した。2019年12月末の完成としていたが、大幅に遅れ2020年半ばから工事が開始予定となっている。
以上の経緯により、同一のプラットホームに両方面の電車が到着するので、乗車の際は注意が必要。

## 駅構造
サートンタイ通りとサートンヌア通りに挟まれた形の高層化された駅舎を持つ。
ホームは1面1線。上下線とも駅の手前で単線となり、ホームはバーンワー方面の線路の路盤の部分に設置されている。
上下線とも同一ホームで乗降客を捌いているため、特にラッシュ時においては混雑を起こしている。現在はホーム中央より北寄りをサナームキラーヘンチャート方面、南寄りをバーンワー方面乗り場として混雑緩和を図っているほか、ホームのモニターでは次に到着する列車がどの方面に向かうのかを表示している。なお、列車の進行具合によっては、同一方向の列車が連続して到着することもあるので注意が必要。

### 駅階層
| 3階                           |                                                     |                                    |
| 東側 - 3番線単式ホーム - 西側 |                                                     |                                    |
|                               | ←サナームキラーヘンチャート方面 : : バーンワー方面→ |                                    |
| 2階                           | コンコース                                          | 自動券売機、自動改札口             |
| 1階                           | 出入口                                              | サートンタイ通り、サートンヌア通り |

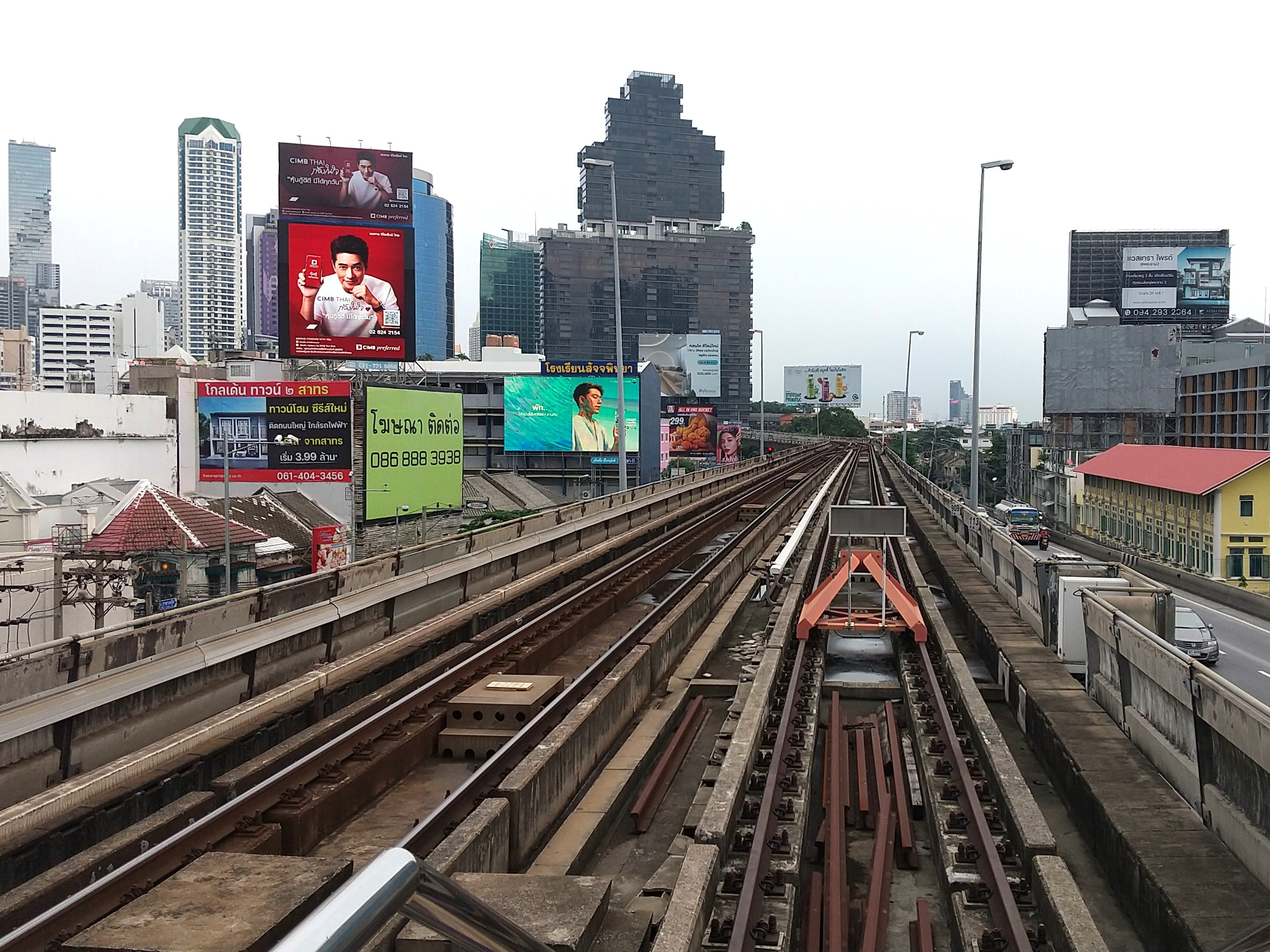
ホームから東方向
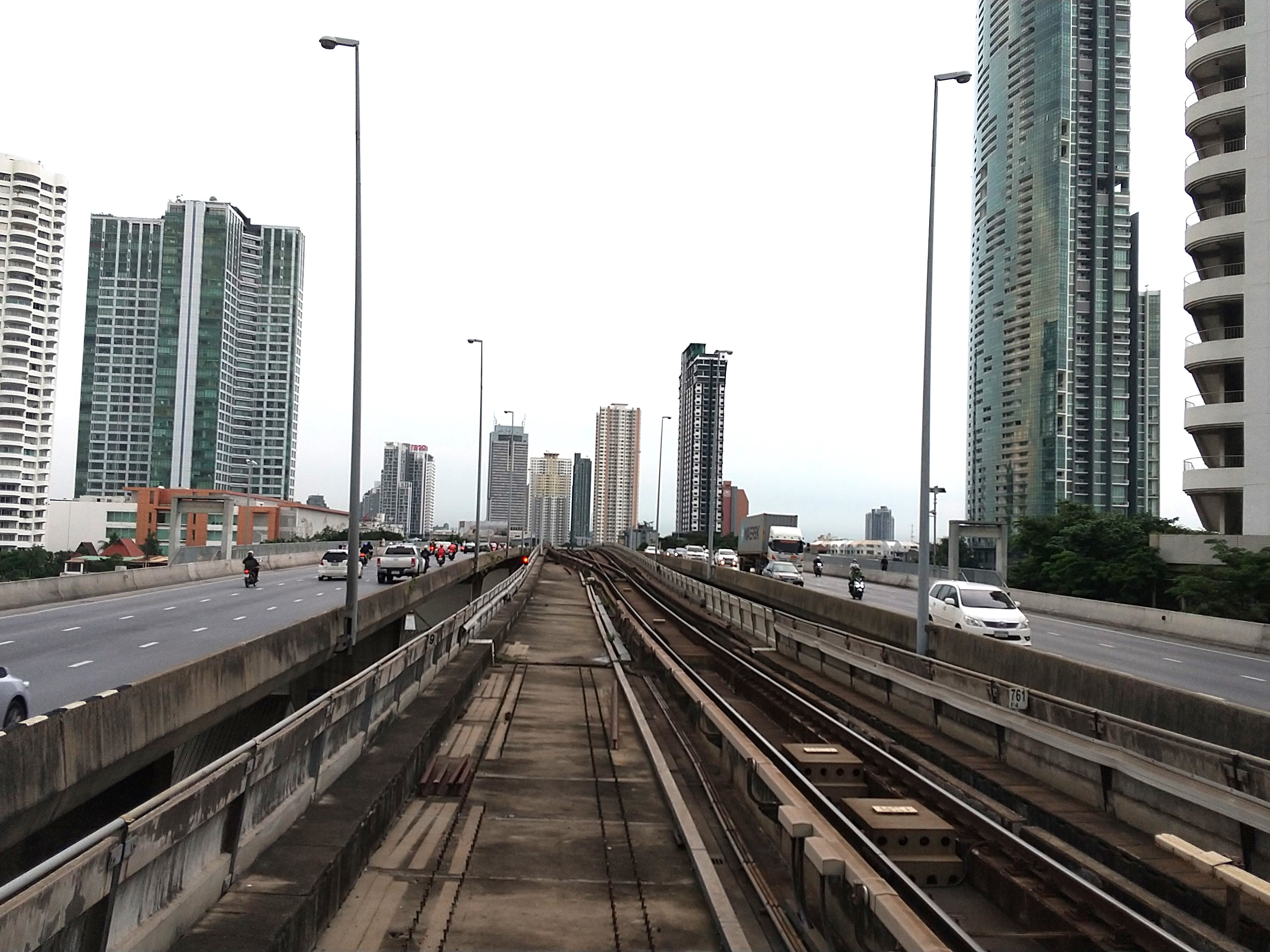
ホームから西方向

## 駅周辺

### チャオプラヤ川沿岸
- チャオプラヤーエクスプレス　サートン船着場
- マンダリン・オリエンタル・バンコク（サートン船着場より船でオリエンタル船着場へ）
- ザ・ペニンシュラ・バンコク（サートン船着場より船で対岸へ）
- ロイヤル・オーキッド・シェラトン・ホテル&タワーズ（サートン船着場より船で船着場へ）
- ミレニアム・ヒルトン・バンコク（サートン船着場より船で対岸へ）
- シャングリ・ラ ホテル バンコク
- バーン・チャオプラヤーホテル

### ジャルンクルン通り
- バンラック市場
- ワットヤナワー
- ロビンソン（デパート）
  - マクドナルド
  - KFC
- フランス大使館
- ポルトガル大使館
- シルクスイート
- ステイト・タワー
- タイ中央郵便局
- CAT Tower
  - マスターピース・グループ
  - シンハービール

## その他
- 「サパーンタークシン」とは「タークシン橋」という意味なので、「サパーンタークシン橋」と言ったりするのは間違いである。
- タクシン元首相とは無関係。トンブリー王朝を創始したタークシン王から。タークシン(ตากสิน)と、タクシン(ทักษิน)とはタイ語の綴りが違い、別の名前である。